# Monash Universitet
Monash Universitet er et australsk offentligt universitet, der primært er beliggende i Melbourneforstaden Clayton. Universitetet er med sine ca. 56.000 studerende og 15.000 ansatte landets største. 
Monash University blev grundlagt i 1958 og har sit navn efter Sir John Monash, der var general under 1. verdenskrig. Det var ved grundlæggelsen det første nye universitet i Victoria i over 100 år. 
I dag består universitetet af ti campusser. Foruden Clayton er Caulfield, Berwick, Peninsula, Parkville og Gippsland beliggende i Victoria, mens universitetet også har afdelinger i Malaysia, Sydafrika, Italien og Indien. Universitetetet har ligeledes ti fakulteter: Kunst og design, humaniora, erhvervsøkonomi, pædagogik, ingeniørvidenskab, informationsteknologi, jura, sundhedsvidenskab, farmaci og naturvidenskab.
Danskeren Jakob Brøchner Madsen er professor ved institutet for økonomi.